# René Spies
René Spies (Winterberg, 5 luglio 1973) è un bobbista tedesco.

## Biografia
Viene ricordato come vincitore di una medaglia di bronzo nella sua disciplina, vittoria avvenuta ai campionati mondiali del 2003 (edizione tenutasi a Lake Placid, Stati Uniti d'America) insieme al connazionale Franz Sagmeister
Nell'edizione l'oro andò all'altra nazionale tedesca, l'argento a quella canadese. Vinse anche tre medaglie d'argento nella Coppa del Mondo di bob.
Dal'aprile 2016 ha assunto il ruolo di capo-allenatore della nazionale tedesca di bob, subentrando a Christoph Langen.